# Gazeta.ru
Gazeta.ru (ros. Газета.Ru; ang. Gazeta.Ru) – rosyjska e-gazeta o tematyce społeczno-politycznej. Właścicielem jest Rambler&Co. Według Alexa Internet jest jednym z 50 najbardziej popularnych serwisów internetowych w Rosji i należy do tysiąca najbardziej popularnych zasobów internetowych na całym świecie. Redaktorem naczelnym jest Siergiej Rybka (ros. Сергей Рыбка).